# 圣救主堂 (杜布罗夫尼克)

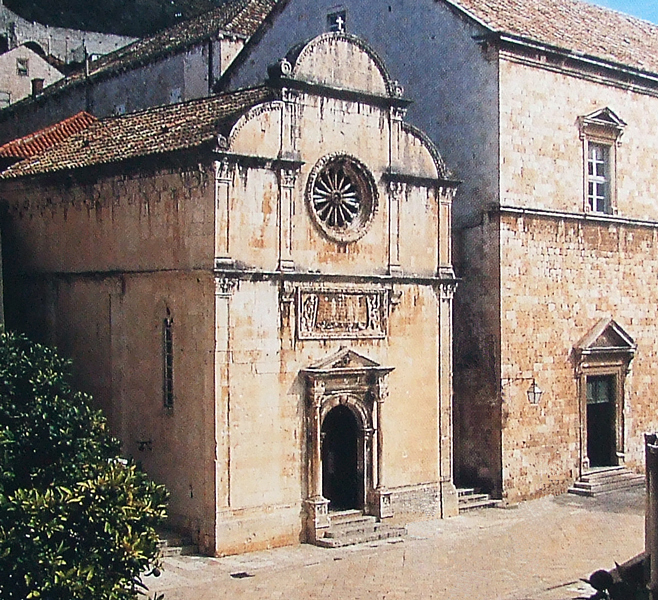

聖薩維爾教堂是位於克羅埃西亞城市杜布羅夫尼克舊城的一座教堂。教堂始建於1520年，竣工於1528年。